# Paeonia arietina
Paeonia arietina là một loài thực vật có hoa trong họ Paeoniaceae. Loài này được G.Anderson miêu tả khoa học đầu tiên năm 1817.